# Pokrajina Trento
Pokrajina Trento (slovensko tudi Trentinsko); uradno Avtonomna pokrajina Trento (italijansko Provincia autonoma di Trento, znana tudi kot Trentino), je avtonomna pokrajina Italije na severovzhodu države. Trentinsko in Zgornje Poadižje (ali Južna Tirolska) sestavljata italijansko deželo Trentinsko - Zgornje Poadižje, avtonomno deželo, opredeljeno z ustavo. Pokrajina je sestavljena iz 177 občin (comuni) in 16 teritorialnih skupnosti. Glavno in največje mesto (120.000 prebivalcev) je Trento. 
Pokrajina pokriva površino več kot 6.000 km2, na kateri je konec leta 2023 živelo 545.000 prebivalcev. Trento je znano po svojih gorah, kot so Dolomiti, ki so del Alp. Na severu meji s pokrajino Bolzano, na vzhodu in jugu z deželo Benečijo in na zahodu z Lombardijo.

## Zgodovina
Zgodovina Trenta se začne v srednji kameni dobi. V dolinah današnjega Trenta je že živel človek, glavna naselja pa so bila zaradi milejšega podnebja v dolini reke Adiže.
V zgodnjem srednjem veku je bilo to območje vključeno v Kraljevino Italijo znotraj Svetega rimskega cesarstva in Marko Verona. Leta 1027 je trentski knezoškofijo kot entiteto Svetega rimskega cesarstva ustanovil cesar Konrad II. Bilo je cerkveno ozemlje, ki približno ustreza današnjemu Trentu, in so mu vladali trentski škofje.
Tridentinski koncil, ki je potekal na treh večjih zasedanjih od 1545 do 1563, s prvim v Trentu, je bil eden najpomembnejših koncilov v zgodovini Rimskokatoliške cerkve. Bil je artikulacija rimskokatoliškega nauka kot odziv na protestantsko reformacijo in natančen nauk o odrešenju, zakramentih in biblijskem kanonu.
Po napoleonskih vojnah v začetku 19. stoletja je bilo škofstvo sekularizirano in prevzeto v avstrijsko Tirolsko grofijo. Upravljala jo je rodbina Habsburško-Lotarinška. Med prvo svetovno vojno je bilo območje kraj hudih spopadov, saj je bil neposredno na fronti med Avstro-Ogrsko in Italijo. Trento je novembra 1918 zasedla Italija, Kraljevina Italija pa ga je leta 1919 priključila s pogodbo iz Saint-Germain-en-Laye.
Po drugi svetovni vojni so italijanski in avstrijski zunanji ministri podpisali sporazum Gruber-De Gasperi, s katerim so ustanovili avtonomno regijo Trentino-Južna Tirolska, ki jo sestavljata avtonomni pokrajini Trento in Južna Tirolska. Od pogodbe je Trento užival precejšnjo avtonomijo italijanske centralne vlade v Rimu. Ima svojo izvoljeno vlado in zakonodajni zbor.
Leta 1996 je bila med avstrijsko deželo Tirolsko in italijanskima pokrajinama Južna Tirolska in Trento ustanovljena evroregija Tirolska-Južna Tirolska-Trento. Meje združenja ustrezajo stari Tirolski grofiji. Cilj je spodbujati regionalni mir, razumevanje in sodelovanje na številnih področjih. Skupščine regije se ob različnih priložnostih sestanejo enotno in so v Bruslju ustanovile skupni urad za zvezo z Evropsko unijo.

## Geografija
Trento je gorata regija. Reka Adiža teče skozi osrednji Trento v dolini, imenovani po reki. Glavna mesta Trenta ležijo v dolini Adiže, ki je bila zgodovinski prehod, ki je Italijo povezal s severno Evropo. Med drugimi pomembnimi dolinami so Non, znana po pridelavi jabolk, Sole, Giudicarie, ki je v zgodovini povezovala Trento in Brescio, Fiemme in Fassa, Lagarina, Mocheni, Sugana in mnoge druge.
Pokrajina ima površino 6214 km2. V pokrajini je 217 comuni (občin).
Marmolada, ki ima 3343 m nadmorske višine, je najvišja gora v Dolomitih. Mejnik je tudi ledenik na Marmoladi. Druge visoke gore so Monte Baldo, Carè Alto, Cermis, Crozzon di Brenta, Hintere Eggenspitze, Latemar, Paganella, Piz Boè, Presanella, Punta San Matteo in Vezza.

## Upravna delitev
Zaradi delitve pokrajine na 217 občin (Comuni / Gemeinden), pogosto majhnih ali celo zelo majhnih, je bilo konec 1970-ih let uvedenih enajst večjih enot, znanih kot okrožja (comprensori). Občine, ki tvorijo okrožje, izvolijo svet za to okrožje. Vendar je ta nivo lokalne samouprave izzval kritike, zato so leta 2006 namesto njih z reformo uvedla petnajst homogenih skupnosti dolin (comunità di valle, Talgemeinden) in eno ozemlje, vključno z občinami Trento, Cimone, Aldeno in Garniga Terme.
| #  | Ime                                       | Okrožje | Št. preb. | Sedež             | Map |
| -- | ----------------------------------------- | ------- | --------- | ----------------- | --- |
| 1  | Comunità territoriale della Val di Fiemme | 11      | 18.567    | Cavalese          |     |
| 2  | Comunità di Primiero                      | 8       | 9836      | Tonadico          |     |
| 3  | Comunità Valsugana e Tesino               | 21      | 25.694    | Borgo Valsugana   |     |
| 4  | Comunità Alta Valsugana e Bersntol        | 18      | 45.228    | Pergine Valsugana |     |
| 5  | Comunità della Valle di Cembra            | 11      | 10.854    | Altavalle         |     |
| 6  | Comunità della Val di Non                 | 38      | 37.143    | Cles              |     |
| 7  | Comunità della Valle di Sole              | 14      | 15.020    | Malè              |     |
| 8  | Comunità delle Giudicarie                 | 39      | 35.647    | Tione di Trento   |     |
| 9  | Comunità Alto Garda e Ledro               | 7       | 42.955    | Riva del Garda    |     |
| 10 | Comunità della Vallagarina                | 17      | 78.482    | Rovereto          |     |
| 11 | Comun General de Fascia                   | 7       | 9195      | Sèn Jan di Fassa  |     |
| 12 | Magnifica Comunità degli Altipiani Cimbri | 3       | 4442      | Lavarone          |     |
| 13 | Comunità Rotaliana-Königsberg             | 8       | 25.953    | Mezzocorona       |     |
| 14 | Comunità della Paganella                  | 5       | 4731      | Andalo            |     |
| 15 | Območje Val d'Adige                       | 4       | 110.061   | none              |     |
| 16 | Comunità della Valle dei Laghi            | 6       | 9.349     | Vezzano           |     |

Od leta 2009 so bile edine občine z več kot 20.000 prebivalci Trento, Rovereto in Pergine Valsugana.

## Naravne zanimivosti
Polovica pokrajinske površine je pokrita z gozdovi, zato je razumljivo, da je zastopano vse gozdno živalstvo. Posebno številni so jeleni, srne, gamsi in alpski kozorogi, pa tudi zajci, lisice, veverice, svizci in divji petelini. Rjavi medved je bil ob koncu 20. stoletja v italijanskih Alpah praktično izumrla vrsta, saj sta bila znana le dva primerka, oba že starejša. Leta 1966 je stekla s pomočjo Evropskega sklada Life akcija Ursus, ki je predvidevala uvoz desetih rjavih medvedov iz Slovenije. Poseg je bil popolnoma uspešen, saj je populacija medvedov v letu 2007 narasla že na 25 osebkov, od katerih so nekateri prekoračili meje in se nastanili v Avstriji in celo v Nemčiji.
Seznam zaščitenih področij v pokrajini:
- Narodni park Stelvio (Parco nazionale dello Stelvio)
- Krajinski park Paneveggio - Pale di San Martino (Parco naturale regionale Paneveggio - Pale di San Martino)
- Krajinski park Adamello Brenta (Parco naturale provinciale regionale dell'Adamello Brenta)
- Naravni rezervat Scanuppia (Riserva naturale guidata della Scanuppia)
- Naravni rezervat Campobrun (Riserva naturale guidata di Campobrun)
- Naravni rezervat Tre Cime di Monte Bondone (Riserva naturale integrale delle Tre Cime di Monte Bondone)

## Zanimivost
V grbu pokrajine Trento je upodobljen orel svetega Venceslava, ki je simbol češke rodbine Pšemisli; tudi mestni grb Trenta upodablja tega orla, le nekoliko spremenjenega. Pravico do grba Pšemislov so Trentinci pridobili leta 1336. Češki kralj Ivan Češki (tudi Ivan Slepi), čigar sin je bil poročen z Margerito Tirolsko, je sinovega upravitelja povišal v knezoškofa. Ta mu je obljubil zvestobo vseh Trentincev in v zameno mu je kralj velikodušno dovolil orla v grbu. 